# Dario Minieri
Dario Minieri (Roma, 10 febbraio 1985) è un giocatore di poker italiano.

## Biografia
Conosciuto anche con il soprannome "Supernova", da adolescente è appassionato del gioco di carte collezionabili Magic: l'Adunanza. Successivamente intraprende gli studi di psicologia che abbandonerà per dedicarsi tempo pieno alla carriera del poker online. Cominciano le vincite: nel 2006 una Porsche Cayman con i punti FPP (Frequent Player Points), ossia punti che vengono assegnati ai giocatori per la loro presenza più o meno assidua nel gioco.
Ottiene il suo primo piazzamento a premi EPT nel 2006, chiudendo 22º all'EPT Grand Final di Monte Carlo. Nello stesso anno va a premi anche al Main Event delle World Series of Poker 2006: arriva infatti 543° (guadagno: $ 22.266). In ottobre conquista il primo tavolo finale EPT, chiudendo 3º nella tappa di Baden.
Prende parte alle World Series of Poker 2007, arrivando 27º nell'evento $1.000 No Limit Hold'em e 96° nel Main Event (dopo essere stato anche chip leader).
Nel 2008 vince il primo braccialetto delle World Series of Poker nel $2.500 No Limit Hold'em. Ottiene altri tre piazzamenti a premi EPT: due volte 3° (Sanremo e Varsavia) e 47° (Praga).
Il 10 maggio 2009 centra il 7º nel WPT di Venezia, vincendo 50.000 €. Nell'ottobre dello stesso anno vince l'EPT € 12.255 No Limit HolGrazie d'em - High Roller di Varsavia. Nel febbraio 2011 centra il secondo piazzamento a premi WPT, nella tappa disputata al Casinò di Venezia vinta da Alessio Isaia.
Tra gli altri risultati figurano: la vittoria nell'Italian Poker Tour Pro League (2010), battendo in heads-up Giacomo Loccarini e vincendo la cifra di 52.000€; il quinto posto ancora all'IPT (2011) eliminato dal vincitore Massimiliano Martinez, che gli frutta circa 13.000€.
Alle World Series of Poker 2013 Minieri, dopo esserne stato anche chip-leader, raggiunge il tavolo finale dell'evento Pot-Limit Hold'em, vincendo 26.468$ e dove si classifica all'ottavo posto tornando così ad ottenere un risultato importante nella manifestazione.
Ha inoltre partecipato a format televisivi di primo piano a livello internazionale, come Poker After Dark e High Stakes Poker
Grazie alle imprese di Dario Minieri, un’intera generazione di giocatori si è innamorata del Texas Hold’em. Dal 2017, è molto raro vederlo vincente sui tavoli di gioco dal vivo, mentre su PokerStars.it (con il nickname D.Minieri) risulta essere un assiduo giocatore di tornei Heads-Up (due giocatori) e di Spin & Go (specialità con tre giocatori), dove mette a frutto le sue indiscutibili e note qualità di 'Player Iper-Aggressivo'.